# Erik Otrísal
Erik Otrísal (* 28. června 1996, Myjava) je slovenský fotbalový obránce, od ledna 2021 působící v A-týmu SK Artis Brno.

## Klubová kariéra
Svoji fotbalovou kariéru začal v Senici. 21. února 2014 vyhrál anketu o nejlepšího sportovce města roku 2013 v kategorii dorostenci a kolektivní kategorii mladší dorostenci U17. V Senici prošel všemi mládežnickými kategoriemi.

### FK Senica
V průběhu jarní části sezony 2013/14 se propracoval do prvního týmu. Ve slovenské nejvyšší soutěži debutoval pod trenérem Pavlem Hapalem v ligovém utkání 33. kola 31. května 2014 proti FC Nitra (prohra Senice 0:2), když v 86. minutě vystřídal Cristovama. 25. února 2015 vyhrál za podzim 2014 anketu o nejlepšího sportovce města roku 2014 v kolektivní kategorii U19. Krátce hostoval v Topoľčanech a v rezervě Spartaku Trnava.

### FK Železiarne Podbrezová
V srpnu 2019 se přesunul do týmu z Podbrezové. Zde odehrál 10 soutěžních zápasů ve kterých jednou nahrál na branku. V zimě se přesunul do jihomoravského Lanžhotu, kde odehrál 9 divizních utkání

### SK Líšeň
Dne 4. ledna 2021 podepsal kontrakt v Líšni.

### Klubové statistiky
Aktuální k 10. červenci 2014
| Sezona  | Klub      | Soutěž       | Zápasy | Góly |
| ------- | --------- | ------------ | ------ | ---- |
| 2013/14 | FK Senica | Corgoň liga  | 1      | 0    |
| 2014/15 | FK Senica | Fortuna liga | 0      | 0    |